# Freycinetia rhodospatha
Freycinetia rhodospatha är en enhjärtbladig växtart som beskrevs av Henry Nicholas Ridley. Freycinetia rhodospatha ingår i släktet Freycinetia och familjen Pandanaceae. Inga underarter finns listade.